# Fritz Olofsson
Fritz Olofsson, född 1929, död 2008, var en svensk kristen mystiker och präst i Uppsala. Han har av teologer och religionsvetare kallats en "Kristi dåre". Han var mycket lärd, läste mycket och beskrevs som originell. Han menade att vi alla är gudomliga innerst inne, och kan få kontakt med vår gudsidentitet. Denna hade han själv fått kontakt med i en mystisk upplevelse i sin ungdom, och efter denna upplevelse levde han ständigt i ett mystiskt medvetande. Han var teologiskt mycket oliktänkande,[förklaring behövs] då han förnekade tron på en personlig gud och han var panteist och förnekade därmed tron på det ondas existens. Han trodde på apokatastasis, allas slutliga frälsning. Hans livsverk blev den lilla boken "En mystik troslära", hans enda utgivna verk, utgiven av Uppsala universitet.  